# Finic

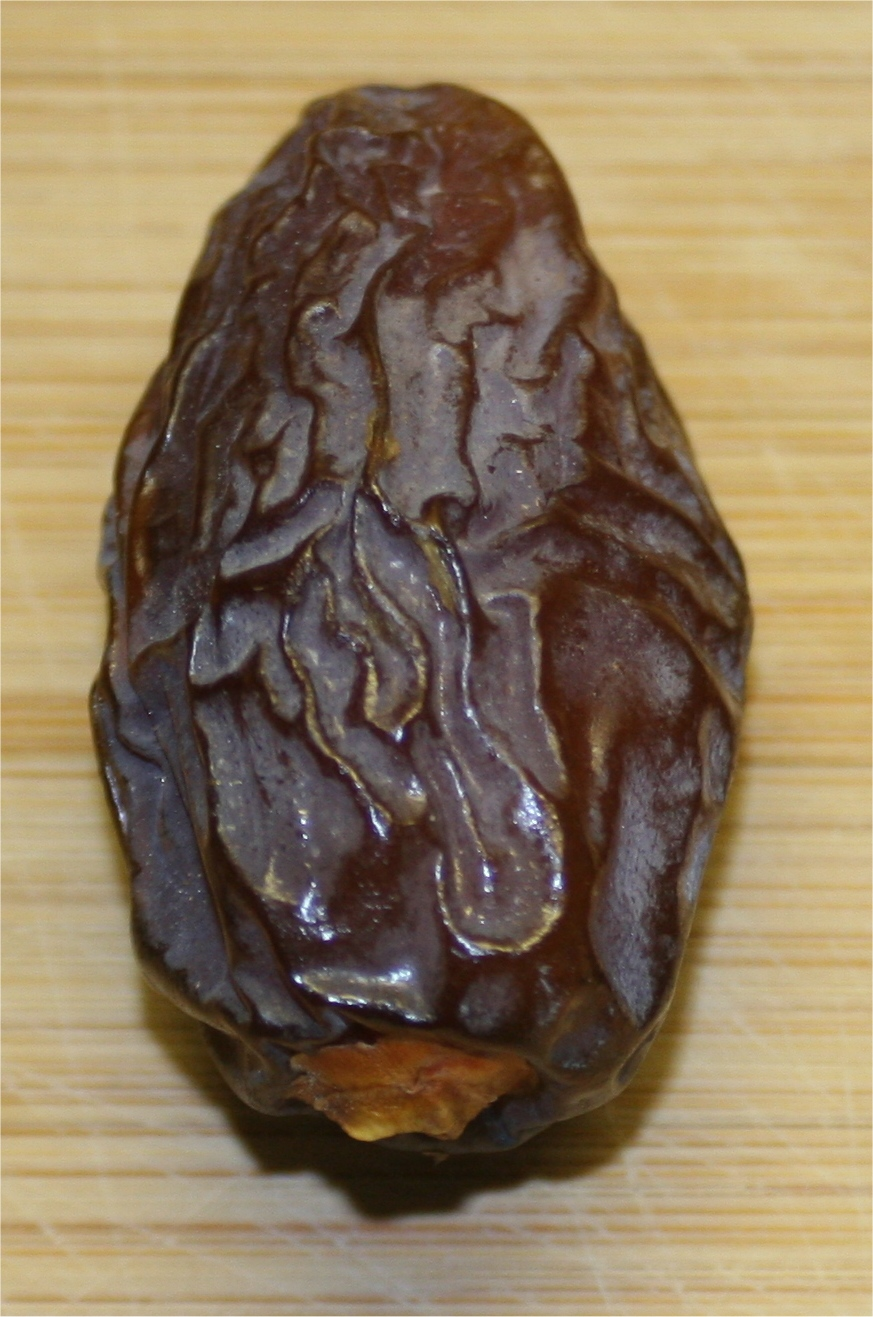
Medjool date

Finicul (Phoenix dactylifera), sau curmalul, este un palmier din genul Phoenix, cultivat pentru dulcele fruct comestibil (curmala), curmalul veridic. Este cultivat de la oaze din Africa până în vestul Asiei și din cauza cultivării îndelungate locul lui de origine este necunoscut, dar se presupune că este provenit din terenurile din jurul Golfului Persic. Este o plantă de mărime medie, înaltă până la 15–25 m, ce crește singură ori formează un mănunchi cu mai mulți stemi dintr-un singur sistem de rădăcini. Frunzele au 3–5 m lungime, crestate (spinate) pe pețiol, și penate, cu aproximativ 150 foliole; foliolele sunt de circa 30 cm lungime și 2 cm lățime. Deschiderea totală a coroanei variază de la 6 la 10 m.

## Etimologie
Cuvântul „finic”, un arhaism folosit în anumite contexte pentru curmal (Phoenix dactylifera), o specie de palmier, este derivat din cuvântul din greaca veche phoinix (φοίνιξ) sau phoinikos (φοίνικος), folosit de Teofrast și Pliniu cel Bătrân pentru curmal, trecând prin slavonul finikŭ. Cuvântul grecesc se referea cel mai probabil ori la fenicieni, ori la personajul Phoenix din Iliada lui Homer (fiul lui Amyntor și al Cleobulei), ori la Pasărea Phoenix, pasărea sacră a Egiptului antic cunoscută acolo drept Bennu.
Cuvântul „curmal” este un derivat regresiv de la „curmală” (denumirea fructului) – care, la rândul său, provine din ngr. kurmás (ϰουρμάς).
Denumirea speciei dactylifera vine din greaca veche: dáktulos, „curmală” (de asemeni „deget”) și stemul din verbul fero (φέρω) - „port, aduc”.

## Specii înrudite
- Curmalul din Insulele Canare, Phoenix canariensis
- Palmierul Theophrasti, Phoenix theophrasti